# Rhenea monotonia
Rhenea monotonia är en fjärilsart som beskrevs av Sergius G. Kiriakoff 1965. Rhenea monotonia ingår i släktet Rhenea och familjen tandspinnare. Inga underarter finns listade.